# Tournoi de tennis d'Antalya
Le tournoi d'Antalya est un tournoi de tennis professionnel masculin du circuit ATP, classé en catégorie ATP 250, qui se joue en extérieur sur gazon puis sur dur.
Il est organisé sur gazon entre 2017 et 2019 en remplacement du tournoi de Nottingham, la même semaine que le tournoi d'Eastbourne. En 2021, il est réintégré en catégorie ATP 250 sur dur extérieur. Il disparait du calendrier en 2022.

## Palmarès dames

### Simple
| No | Date       | Nom et lieu du tournoi           | Catégorie | Dotation  | Surface      | Vainqueure             | Finaliste             | Score         |         |
| -- | ---------- | -------------------------------- | --------- | --------- | ------------ | ---------------------- | --------------------- | ------------- | ------- |
| 1  | 26-03-2024 | Megasaray Hotels Open, Antalya   | WTA 125   | 115 000 $ | Dur (ext.)   | Jéssica Bouzas Maneiro | Irina-Camelia Begu    | 6-2, 4-6, 6-2 | Tableau |
| 2  | 17-03-2025 | Megasaray Hotels Open 1, Antalya | WTA 125   | 115 000 $ | Terre (ext.) | Anca Todoni            | L. Romero Gormaz      | 6-3, 6-2      | Tableau |
| 3  | 24-03-2025 | Megasaray Hotels Open 2, Antalya | WTA 125   | 115 000 $ | Terre (ext.) | Olga Danilović         | V. Jiménez Kasintseva | 6-2, 6-3      | Tableau |
| 4  | 31-03-2025 | Megasaray Hotels Open 3, Antalya | WTA 125   | 115 000 $ | Terre (ext.) | Solana Sierra          | L. Romero Gormaz      | 6-3, 6-4      | Tableau |

### Double
| No | Date       | Nom et lieu du tournoi          | Catégorie | Dotation  | Surface      | Vainqueures                          | Finalistes                       | Score            |         |
| -- | ---------- | ------------------------------- | --------- | --------- | ------------ | ------------------------------------ | -------------------------------- | ---------------- | ------- |
| 1  | 26-03-2024 | Megasaray Hotels Open Antalya   | WTA 125   | 115 000 $ | Dur (ext.)   | Angelica Moratelli Camilla Rosatello | Tímea Babos Vera Zvonareva       | 6-3,3-6, [15-13] | Tableau |
| 2  | 17-03-2025 | Megasaray Hotels Open 1 Antalya | WTA 125   | 115 000 $ | Terre (ext.) | Maja Chwalińska Anastasia Dețiuc     | Jesika Malečková Miriam Škoch    | 4-6, 6-3, [10-2] | Tableau |
| 3  | 24-03-2025 | Megasaray Hotels Open 2 Antalya | WTA 125   | 115 000 $ | Terre (ext.) | María Carlé Simona Waltert           | Maja Chwalińska Anastasia Dețiuc | 3-6, 7-5, [10-3] | Tableau |
| 4  | 31-03-2025 | Megasaray Hotels Open 3 Antalya | WTA 125   | 115 000 $ | Terre (ext.) | Anna Bondár Simona Waltert           | Alicia Barnett Elixane Lechemia  | 7-5, 2-6, [10-6] | Tableau |

## Palmarès messieurs

### Simple
| No | Date       | Nom et lieu du tournoi         | Catégorie      | Dotation       | Surface        | Vainqueur      | Finaliste         | Score           |                |
| -- | ---------- | ------------------------------ | -------------- | -------------- | -------------- | -------------- | ----------------- | --------------- | -------------- |
| 1  | 25-06-2017 | Antalya Open, Antalya          | ATP 250        | 439 005 $      | Gazon (ext.)   | Yuichi Sugita  | Adrian Mannarino  | 6-1, 7-64       | Tableau        |
| 2  | 24-06-2018 | Turkish Airlines Open, Antalya | ATP 250        | 426 145 €      | Gazon (ext.)   | Damir Džumhur  | Adrian Mannarino  | 6-1, 1-6, 6-1   | Tableau        |
| 3  | 23-06-2019 | Turkish Airlines Open, Antalya | ATP 250        | 445 690 €      | Gazon (ext.)   | Lorenzo Sonego | Miomir Kecmanović | 65-7, 7-65, 6-1 | Tableau        |
|    | 2020       | Pas de tournoi                 | Pas de tournoi | Pas de tournoi | Pas de tournoi | Pas de tournoi | Pas de tournoi    | Pas de tournoi  | Pas de tournoi |
| 4  | 07-01-2021 | Antalya Open, Antalya          | ATP 250        | 300 000 €      | Dur (ext.)     | Alex de Minaur | Alexander Bublik  | 2-0 ab.         | Tableau        |

### Double
| No | Date       | Nom et lieu du tournoi         | Catégorie      | Dotation       | Surface        | Vainqueurs                            | Finalistes                     | Score             |                |
| -- | ---------- | ------------------------------ | -------------- | -------------- | -------------- | ------------------------------------- | ------------------------------ | ----------------- | -------------- |
| 1  | 25-06-2017 | Antalya Open, Antalya          | ATP 250        | 439 005 $      | Gazon (ext.)   | Robert Lindstedt Aisam-Ul-Haq Qureshi | Oliver Marach Mate Pavić       | 7-5, 4-1 ab.      | Tableau        |
| 2  | 24-06-2018 | Turkish Airlines Open, Antalya | ATP 250        | 426 145 €      | Gazon (ext.)   | Marcelo Demoliner Santiago González   | Sander Arends Matwé Middelkoop | 7-5, 66-7, [10-8] | Tableau        |
| 3  | 23-06-2019 | Turkish Airlines Open, Antalya | ATP 250        | 445 690 €      | Gazon (ext.)   | Jonathan Erlich Artem Sitak           | Ivan Dodig Filip Polášek       | 6-3, 6-4          | Tableau        |
|    | 2020       | Pas de tournoi                 | Pas de tournoi | Pas de tournoi | Pas de tournoi | Pas de tournoi                        | Pas de tournoi                 | Pas de tournoi    | Pas de tournoi |
| 4  | 07-01-2021 | Antalya Open, Antalya          | ATP 250        | 300 000 €      | Dur (ext.)     | Nikola Mektić Mate Pavić              | Ivan Dodig Filip Polášek       | 6-2, 6-4          | Tableau        |